# Гамбаси Терме
Гамбаси Терме (итал. Gambassi Terme) је насеље у Италији у округу Фиренца, региону Тоскана.
Према процени из 2011. у насељу је живело 2061 становника. Насеље се налази на надморској висини од 359 м.

## Становништво
| 1936. | 1951. | 1961. | 1971. | 1981. | 1991. | 2001. | 2011. |
| ----- | ----- | ----- | ----- | ----- | ----- | ----- | ----- |
| 5.378 | 5.105 | 4.510 | 3.705 | 3.854 | 4.215 | 4.709 | 4.900 |